# Molukse salangaan
De Molukse salangaan (Aerodramus infuscatus) is een vogel uit de familie Apodidae (gierzwaluwen).

## Verspreiding en leefgebied
Deze soort komt voor op de Molukken en op Sulawesi en telt drie ondersoorten:
- A. i. infuscatus: de noordelijke Molukken en op Sangihe en Siau (noordelijk van Sulawesi).
- A. i. sororum (Sulawesisalangaan): centraal en zuidelijk Sulawesi.
- A. i. ceramensis (Ceramsalangaan): Buru en Seram (centrale Molukken).

## Status
De grootte van de populatie is niet gekwantificeerd maar de soort wordt omschreven als vrij algemeen tot algemeen. Op de Rode lijst van de IUCN heeft deze soort de status niet bedreigd.